# Carnaval de Badajoz 2019
La XXXIX edición del carnaval de Badajoz comenzó oficialmente el 1 de marzo de 2019 y finalizó el 5 de marzo de 2019.

Esta edición aspiraba a convertirse en Fiesta de interés turístico internacional, pero según informó el concejal de fiestas Miguel Ángel Rodríguez de la Calle, la fiesta tendrá que esperar un año más para conseguir ese título, ya que aunque la documentación se encuentra elaborada, se encuentra en proceso de licitación para presentarla al ministerio. Una vez entregada la documentación, los evaluadores deberán vivir la experiencia en primera persona y así poder certificar esta fiesta como merecedora de esa distinción.

## Pregón
Se realizó el día 1 de marzo en el balcón del ayuntamiento dando comienzo a los carnavales 2019 y el pregonero de esta edición fue el actor y comediante Fernando Tejero.

## Las Candelas

### Candelas de la margen derecha (02/02/2019)
Se realizó el 2 de febrero y consistió en un pasacalles por Carolina Coronado y Juan González, hasta el solar lateral de la parroquia de Santa Teresa, comenzó a las 18:30 y participaron las siguientes comparsas: Balumba, Meraki, Los Soletes, Wailuku, Desertores, Caretos Salvavidas, Yuyubas y Lancelot. Una vez finalizado el desfile a las 20:00, la murga infantil de la asociación de vecinos de Santa Isabel abrió la segunda muestra de coreografía y música del Carnaval en el parque de San Fernando.

### Candelas de Santa Marina (09/02/2019)
Este año las candelas de Santa Marina se celebraron el día 9 de febrero. Para esta edición el pregonero de Las Candelas fue el antiguo presidente de la FALCAP Antonio Corrales Narciso. Las candelas consistieron en un desfile que comenzó a las 17:30 y en la avenida de Colón, y siguió por Santa Marina, avenida Villanueva y Saavedra Palmeiro, hasta llegar a la pira de la Plaza de Conquistadores, en este desfile participaron las comparsas: Umsuka Imbali, Desertores, Cambalada, La Movida, Dekebais, Pío Pío, Caretos Salvavidas, Lancelot, Caribe, Balumba, Infectos Acelerados y el artefacto Trimoto. Una vez finalizado el desfile, se realizó la quema del Marimanta en la plaza Conquistadores por el candelero Juan José Monroy. Por último se llevó a cabo la decimotercera muestra internacional de percusión en la que participaron: Batala, Desertores, Dekebais, Lancelot, Caribe e Infectos Acelerados.

## Tamborada
La tamborada se realizó en IFEBA el día 23/02/2019.
| Pos. | Comparsa            | Clas. | Clas.             |
| ---- | ------------------- | ----- | ----------------- |
| 1    | Los Desertores      | 8     |                   |
| 2    | Los Pío Pío         | 10    | Compartido        |
| 3    | Caribe              | 1     | Medalla de oro    |
| 4    | Los Pirulfos        | 4     |                   |
| 5    | Moracantana         | 7     |                   |
| 6    | La Bullanguera      | 9     |                   |
| 7    | Umsuka-Imbali       | 5     |                   |
| 8    | Imfectos acelerados | 10    | Compartido        |
| 9    | Yuyubas             | 3     | Medalla de bronce |
| 10   | Vaivén              | 2     | Medalla de plata  |
| 11   | Cambalada           | 6     |                   |

## Concurso de Murgas
El concurso de murgas dará comienzo el día 19 de febrero, y como novedades este año el concurso contará con menos jornadas, siendo en esta ocasión cuatro jornadas en la primera fase, dos semifinales y la final, en la cual solo serán seis finalistas, estos cambios son debido a una menor participación.

### Preliminares (19/02/2019 - 22/03/2019)
Martes, 19 de febrero:
| Pos. | Murgas         |
| ---- | -------------- |
| 1    | Los Callejeros |
| 2    | Los Informales |
| 3    | Los Miranda    |
| 4    | Sa Terciao     |
| 5    | Marwan         |

Miércoles, 20 de febrero:
| Pos. | Murgas             |
| ---- | ------------------ |
| 1    | Las Polichinelas   |
| 2    | Los del año pasado |
| 3    | Espantaperros      |
| 4    | 20 D Copas         |
| 5    | Pa 4 días          |
| 6    | Al Maridi          |

Jueves, 21 de febrero:
| Pos. | Murgas           |
| ---- | ---------------- |
| 1    | Yo no salgo      |
| 2    | Ahora es cuando  |
| 3    | Los Water Closet |
| 4    | Murguer Queen    |
| 5    | La Mascarada     |
| 6    | Los Jediondos    |

Viernes, 22 de febrero:
| Pos. | Murgas          |
| ---- | --------------- |
| 1    | Los Camballotas |
| 2    | La Castafiore   |
| 3    | Las Chimixurris |
| 4    | Los Chungos     |
| 5    | Los Taifas      |
| 6    | A contragolpe   |

### Semifinales (25/02/2019 - 26/03/2019)
Lunes, 25 de febrero:
| Pos. | Murgas            |
| ---- | ----------------- |
| 1    | Los Mirinda       |
| 2    | Marwan            |
| 3    | Las Polichinelas  |
| 4    | Los Espantaperros |
| 5    | Al Maridi         |
| 6    | Yo no salgo       |

Martes, 26 de febrero:
| Pos. | Murgas          |
| ---- | --------------- |
| 1    | Water Closet    |
| 2    | Los Jediondos   |
| 3    | Los Camballotas |
| 4    | La Castafiore   |
| 5    | Las Chimixurris |
| 6    | A contragolpe   |

### Final (01/03/2019)
La final se celebrará el día viernes, 1 de marzo
| Pos. | Murgas                                 | Clas. | Clas.             |
| ---- | -------------------------------------- | ----- | ----------------- |
| 1    | Water Closet                           | 3     | Medalla de bronce |
| 2    | Las Chimixurris                        | 4     |                   |
| 3    | Los Miranda                            | 5     |                   |
| 4    | Marwan                                 | 6     |                   |
| 5    | Al Maridi                              | 1     | Medalla de oro    |
| 6    | Los jediondos (Otro quinto, por favor) | 2     | Medalla de plata  |

## Desfiles de comparsas
El 3 de febrero se realiza el sorteo a las 12:00 en el López de Ayala para determinar el orden del desfile de comparsas infantil, de la pasarela Don Carnal y del gran desfile de comparsas, grupos menores y artefactos.

### Desfile de comparsas Infantil (01/03/2019)
El desfile infantil sale el viernes 1 de marzo a las 17 horas, realizando el siguiente recorrido: Avenida de Europa, Plaza Dragones Hernán Cortés, plaza de Minayo, calle Obispo San Juan de Ribera y plaza de España.
| Pos. | Artefactos             | Puntos / Premio | Puntos / Premio      |
| ---- | ---------------------- | --------------- | -------------------- |
| 1    | Los héroes del futuro  | 22              |                      |
| 2    | Los Soletes            | 38              |                      |
| 3    | Montihuakán            | 47              |                      |
| 4    | El Vaivén              | 47              |                      |
| 5    | Caribe                 | 55              |                      |
| 6    | Wailuku                | 26              |                      |
| 7    | Los Tukanes            | 67              | 5º premio Compartido |
| 8    | Balumba                | 59              | 4º accésitCompartido |
| 9    | Los Pirulfos           | 67              | 5º premio Compartido |
| 10   | Dekebais               | 50              |                      |
| 11   | Infectos acelerados    | 24              |                      |
| 12   | Caretos salvavidas     | 43              |                      |
| 13   | Las Monjas             | 57              |                      |
| 14   | Donde vamos la liamos  | 46              |                      |
| 15   | Cambalada              | 56              |                      |
| 16   | Achiweyba              | 48              |                      |
| 17   | Yuyubas                | 54              |                      |
| 18   | La Pava and company    | 76              | 2º premio            |
| 19   | Meraki                 | 54              |                      |
| 20   | Lancelot               | 57              |                      |
| 21   | Vas como quieres       | 59              | 4º accésitCompartido |
| 22   | Los Riki’s             | 34              |                      |
| 23   | Los Desertores         | 27              |                      |
| 24   | Camalotes del Guadiana | -10             |                      |
| 25   | Marabunta              | 71              | 4º premio            |
| 26   | Moracantana            | 59              | 4º accésitCompartido |
| 27   | Los Lingotes           | 82              | 1.er premio          |
| 28   | Valkerai               | 53              |                      |
| 29   | La Movida              | 64              | 2º accésit           |
| 30   | Anuva                  | 74              | 3.er premio          |
| 31   | La Bullanguera         | 60              | 3.er accésit         |
| 32   | La Kochera             | 58              |                      |
| 33   | Atahualpa              | N/P             |                      |
| 34   | Umsuka-Imbali          | 65              | 1.er accésit         |
| 35   | Los Pio-Pio            | 52              |                      |

### Pasarela Don Carnal (02/03/2019)
Este año como novedad, se realizará un Sambodromo, para que las comparsas puedan exhibirse. Esta pasarela se realizará el sábado 2 de marzo en Puerta Palmas.
La pasarela de las comparsas infantiles comenzarán a las 13:00 y contarán con un tiempo límite de exhibición de 5 minutos:
| Pos. | Infantiles         |
| ---- | ------------------ |
| 1    | Los Soletes        |
| 2    | Cambalada          |
| 3    | Umsuka Imbali      |
| 4    | Moracantana        |
| 5    | El Vaivén          |
| 6    | Caribe             |
| 7    | Caretos Salvavidas |
| 8    | Los Desertores     |
| 9    | Balumba            |
| 10   | La Bullanguera     |

Las comparsas de adultos comenzarán a las 16:00 y contarán con un tiempo límite de exhibición de 10 minutos:
| Pos. | Adultos            |
| ---- | ------------------ |
| 1    | Pío Pío            |
| 2    | Vendaval           |
| 3    | Cambalada          |
| 4    | Lancelot           |
| 5    | Batala             |
| 6    | Los Desertores     |
| 7    | Yuyubas            |
| 8    | Wailuku            |
| 9    | Caretos Salvavidas |
| 10   | Caribe             |
| 11   | Los Soletes        |
| 12   | El Vaivén          |
| 13   | La Bullanguera     |
| 14   | Moracantana        |
| 15   | Dekebais           |
| 16   | Umsuka Imbali      |
| 17   | Balumba            |

### Gran desfile de comparsas, grupos menores y artefactos (03/03/2019)
El desfile de comparas, grupos menores y artefactos sale el domingo 3 de marzo a las 12 de la mañana, realizando el siguiente recorrido: Salida en la confluencia del Puente de la Universidad con la Avenida Santa Marina, Enrique Segura Otaño, Avenida de Europa, Plaza Dragones Hernán Cortés.
En esta edición debutaron en Badajoz las comparsas: Los Bailongos y Los Lorolos
| Pos. | Comparsa                                  | Localidad                | Debut | Pers. | Eslogan                                                            | Puntos / Premio | Puntos / Premio       |
| ---- | ----------------------------------------- | ------------------------ | ----- | ----- | ------------------------------------------------------------------ | --------------- | --------------------- |
| 1    | Aquelarre                                 | Aceuchal                 | 2017  | 170   | The Big Show                                                       | 338             | 12º accésit           |
| 2    | Los Colegas                               | Miajadas                 | 2014  | 183   | Mago de Oz                                                         | 365             | 3.er accésit          |
| 3    | Colorido sobre ruedas, Gente sin barreras | Badajoz                  | 2000  | 107   | Llega a lo más alto                                                | 214             |                       |
| 4    | Shantala                                  | Pueblonuevo del Guadiana | 2013  | 90    | Shantala SALVAJE!                                                  | 297             |                       |
| 5    | Los Pío Pío                               | Badajoz                  | 2015  | 75    | Nigromantes                                                        | 287             |                       |
| 6    | Los Mismos                                | Guadiana del Caudillo    | 2002  | 90    | Monos Astrourbanos                                                 | 351             | 5º accésit Compartido |
| 7    | Los Tukanes                               | Alange                   | 2011  | 75    | Magia Zíngara                                                      | 334             |                       |
| 8    | La Movida                                 | Gévora                   | 1994  | 75    | La Movida                                                          | 284             |                       |
| 9    | Yuyubas                                   | Badajoz                  | 1988  | 75    | El sueño Azteca                                                    | 326             |                       |
| 10   | Moracantana                               | Badajoz                  | 2000  | 181   | La Diosa                                                           | 348             | 8º accésit            |
| 11   | Cambalada                                 | Badajoz                  | 1991  | 120   | Cambalada vuelve a los orígenes                                    | 337             | 13º accésitCompartido |
| 12   | Bakumba                                   | Alange                   | 2012  | 65    | Hechiceros africanos                                               | 311             |                       |
| 13   | Los Pirulfos                              | Barbaño                  | 2007  | 200   | Nataraja Shiva, la danza de la vida                                | 384             | 2º premioCompartido   |
| 14   | La Pava & Company                         | Torremejía               | 1996  | 115   | Escocia libre. Alba gu bràth                                       | 335             | 15º accésitCompartido |
| 15   | Meraki                                    | Valdebotoa               | 2017  | 65    | Meraki se va a Bangkok                                             | 295             |                       |
| 16   | Dekebais                                  | Badajoz                  | 1985  | 170   | Séquito del rey Mono                                               | 328             |                       |
| 17   | Caretos Salvavidas                        | Badajoz                  | 1988  | 135   | El camino del Guerrero                                             | 326             |                       |
| 18   | La Bullanguera                            | Badajoz                  | 1987  | 85    | Un poco loco                                                       | 297             |                       |
| 19   | Saqqora                                   | La Garrovilla            | 2013  | 105   | Doma tu arte                                                       | 334             |                       |
| 20   | Los de Siempre                            | La Garrovilla            | 2010  | 55    | Warrior                                                            | 288             |                       |
| 21   | Atahualpa                                 | Talavera la Real         | 1995  | 85    | Atahualpa se traslada a Rusia                                      | 340             | 11º accésit           |
| 22   | La Kochera                                | Puebla de la Calzada     | 2001  | 198   | La Kochera se va de guateque                                       | 372             | 2º accésit            |
| 23   | Los Riki’s                                | Arroyo de San Serván     | 2011  | 45    | Los Riki's                                                         | 272             |                       |
| 24   | Las Monjas                                | Torremejía               | 1996  | 100   | Cirque de Rue                                                      | 384             | 2º premioCompartido   |
| 25   | Infectos Acelerados                       | Badajoz                  | 1985  | 80    | La historia interminable                                           | 301             |                       |
| 26   | Los Desertores                            | Badajoz                  | 1989  | 85    | Los Juegos del hambre                                              | 308             |                       |
| 27   | Balumba                                   | Badajoz                  | 2002  | 152   | Balumba y la princesa Mononoke                                     | 335             | 15º accésitCompartido |
| 28   | Caribe                                    | Badajoz                  | 1981  | 150   | Festival en Manila                                                 | 334             |                       |
| 29   | Montihuakan                               | Montijo                  | 2014  | 61    | Charles Chaplin                                                    | 290             |                       |
| 30   | Los Bailongos                             | Miajadas                 | 2019  | 102   | This is London                                                     | 337             | 13º accésitCompartido |
| 31   | Achiweyba                                 | Villafranco del Guadiana | -     | 206   | 20.000 Leguas de Viaje Submarino                                   | 335             | 15º accésitCompartido |
| 32   | Tarakanova                                | Olivenza                 | 2015  | 130   | Que nos quiten lo bailao                                           | 327             |                       |
| 33   | Achikitu                                  | Don Benito               | 2010  | 60    | ¡Vamos a jugar!                                                    | 307             |                       |
| 34   | Donde vamos la liamos                     | Olivenza                 | 2013  | 200   | La clave está en el Sol                                            | 383             | 4º premio             |
| 35   | Wailuku                                   | Badajoz                  | 1992  | 190   | Bastet                                                             | 375             | 5º premio             |
| 36   | Los Lorolos                               | Mérida                   | 2019  | 109   | Hacia el oeste                                                     | 325             |                       |
| 37   | Anuva                                     | Barcarrota               | 2017  | 160   | Guardianes del Bosque                                              | 349             | 7º accésit            |
| 38   | El Vaivén                                 | Badajoz                  | 1988  | 280   | Vasaris, el ladrón de almas                                        | 373             | 1.er accésit          |
| 39   | Lancelot                                  | Badajoz                  | 1985  | 85    | Anubis Lancelot                                                    | 316             |                       |
| 40   | Los Soletes                               | Badajoz                  | 1989  | 80    | La vuelta al mundo de Phileas Fogg                                 | 304             |                       |
| 41   | Vas como quieres                          | Puebla de la Calzada     | -     | 156   | ¿Crees en el hombre del saco?                                      | 358             | 4º accésit            |
| 42   | Los Lingotes                              | Talavera la Real         | 1996  | 232   | La Ópera de Beijing                                                | 394             | 1.er premio           |
| 43   | Los Caprichosos                           | Quintana de la Serena    | -     | 55    | Con sabor extremeño                                                | 297             |                       |
| 44   | Marabunta                                 | Valdelacalzada           | 2014  | 150   | Si no hay justicia para el pueblo... no habrá paz para el gobierno | 346             | 9º accésit            |
| 45   | Umsuka Imbali                             | Badajoz                  | 2015  | 217   | Umsuka-Imbali tras el corazón de Te Fiti                           | 351             | 5º accésit Compartido |
| 46   | Los Makumbas                              | Barcarrota               | 2009  | 105   | Sabiduría Budista                                                  | 342             | 10º accésit           |
| 47   | Valkerai                                  | Talavera la Real         | 2017  | 78    | Atlántida                                                          | 317             |                       |
| 48   | Vendaval                                  | Badajoz                  | 1981  | 60    | Ingonyama Vendaval                                                 | 293             |                       |
| 49   | B.T.P. Batala Badajoz                     | Badajoz                  | 2014  | 31    | Encontro Batala Badajoz 2019                                       | 84              |                       |
| 50   | Los VoxKKeteros                           | Badajoz                  | -     | 46    | Las VOXKKTEROS contra el cardenal Tichis-Torra                     | 130             |                       |

| Pos. | Grupos menores              | Puntos / Premio | Puntos / Premio |
| ---- | --------------------------- | --------------- | --------------- |
| 1    | 20 d’cañas con arte         | 63              |                 |
| 2    | Kazemos aquí                | 73              |                 |
| 3    | Amigüitos                   | 95              | 6º Compartido   |
| 4    | La Catafiore                |                 |                 |
| 5    | Los puretas de la conga     | 80              |                 |
| 6    | Los Chirigallos             | 89              | 9º              |
| 7    | Baluarte                    | 91              | 8º              |
| 8    | Los Atopes                  | 104             | 3º              |
| 9    | Los Salaos                  | 111             | 1º              |
| 10   | LP3C                        | 97              | 5º              |
| 11   | Cazadores de Unicornio      | 69              |                 |
| 12   | Camalotes del Guadiana      | 85              | 10º Compartido  |
| 13   | Murga juvenil los Mini Folk | 95              | 6º Compartido   |
| 14   | Dekefuisteis                | 109             | 2º              |
| 15   | Estaribejas (Esatribé)      | 85              | 10º Compartido  |
| 16   | El Patio de mi casa         | 100             | 4º              |

| Pos. | Artefactos                                   | Clas. |                   |
| ---- | -------------------------------------------- | ----- | ----------------- |
| 1    | Pa4dias                                      |       |                   |
| 2    | Los del Barrio                               |       |                   |
| 3    | Los Lolelos                                  | 6     |                   |
| 4    | Los Supervivientes                           |       |                   |
| 5    | Pues anda que tú                             | 2     | Medalla de plata  |
| 6    | Miki (Presidente independiente)              |       |                   |
| 7    | El Camión de la brigada                      |       |                   |
| 8    | El Espantamóvil                              |       |                   |
| 9    | Ese es el espíritu                           |       |                   |
| 10   | De bar en peor                               |       |                   |
| 11   | Mascachapas en La Habana                     | 4     | Compartido        |
| 12   | Los Taifas                                   |       |                   |
| 13   | Low que ha costao                            | 8     | Compartido        |
| 14   | Juntos y revueltos                           |       |                   |
| 15   | Los Mamarrachos                              |       |                   |
| 16   | El Carpaso                                   | 7     |                   |
| 17   | Los Gazpachones                              |       |                   |
| 18   | Krma                                         |       |                   |
| 19   | L@s Vikuýs                                   |       |                   |
| 20   | Furgolita, La reina del desierto             |       |                   |
| 21   | La Trupe                                     |       |                   |
| 22   | El Granero de Stand by                       | 8     | Compartido        |
| 23   | La Brigada                                   |       |                   |
| 24   | La Batiera                                   |       |                   |
| 25   | Yate vale                                    |       |                   |
| 26   | Trimoto                                      | 1     | Medalla de oro    |
| 27   | Museo Stand by                               |       |                   |
| 28   | Los Jediondos                                |       |                   |
| 29   | La Caidita                                   |       |                   |
| 30   | Agrupación Calnavalera ‘Salsipuedes’ Badajoz | 4     | Compartido        |
| 31   | Aprisa’s Diner Agachu Amariplayeeee          | 3     | Medalla de bronce |
| 32   | Asociación la Patruya del Karnaval           |       |                   |
| 33   | Waltrapas                                    | 10    | Compartido        |
| 34   | Goteros y Tiritas                            |       |                   |
| 35   | Los palmeritas                               | 10    | Compartido        |

Otros premios
- Estandarte móvil: 1º Umsuka-Imbali, 2º Los lingotes, 3º El Vaivén, 4º Los pirulfos y 5º Balumba.
- Estandarte fijo: 1º Morakantana, 2º Los bailongos, 3º Caretos salvavidas, 4ºCompartido Vas como quieres y Dekebais

## Entierro de las Sardinas
Con el entierro de las sardinas se finalizarán los carnavales, realizándose en la barriada de San Roque el martes día 05/03/2019.
| Predecesor: Carnaval de Badajoz 2018 | Carnaval de Badajoz 2019 | Sucesor: Carnaval de Badajoz 2020 |